# Nephelobotys semicircularis
Nephelobotys semicircularis is een vlinder van de familie van de grasmotten (Crambidae). De wetenschappelijke naam van deze soort is voor het eerst voorgesteld door Dandan Zhang en Kai Chen in een publicatie uit 2024.
De soort komt voor in China (Yunnan).